# Sara Blengsli Kværnø
Sara Blengsli Kværnø (* 28. Juli 1982 in Namsos) ist eine Badmintonnationalspielerin aus Norwegen. 

## Sportliche Karriere
Sara B. Kværnø war 2004 erstmals bei den Erwachsenen im Einzel erfolgreich war. Drei Jahre sollte es dauern, bevor sie ihren nächsten norwegischen Einzeltitel erringen konnte. 2008 verteidigte sie diesen Titel und gewann zusätzlich auch das Mixed mit Hallstein Oma. 2009 schaffte sie das Double erneut. 2010 war sie einmal mehr im Einzel erfolgreich, dazu erstmals im Damendoppel mit Monica Halvorsen.
Seit 2006 repräsentiert sie ihr Land bei Team- und Einzel-Europameisterschaften. 2008 startete sie im Mixed mit Steinar Klausen und Einzel, schied jedoch in beiden Disziplinen in Runde 1 aus.

## Sportliche Erfolge
| Saison | Veranstaltung                   | Disziplin   | Sieger                                          |
| ------ | ------------------------------- | ----------- | ----------------------------------------------- |
| 1996   | Norwegische Meisterschaft U14   | Mixed       | Daniel Holst / Sara B. Kværnø, Fron BK-Grong BK |
| 1997   | Norwegische Meisterschaft U15   | Damendoppel | Sigrun A.S. Holmen / Sara B. Kværnø, Grong BK   |
| 2004   | Norwegen: Einzelmeisterschaften | Dameneinzel | Sara B. Kværnø                                  |
| 2007   | Norwegen: Einzelmeisterschaften | Dameneinzel | Sara Blengsli Kværnø                            |
| 2008   | Norwegen: Einzelmeisterschaften | Mixed       | Hallstein Oma / Sara B. Kværnø                  |
| 2008   | Norwegen: Einzelmeisterschaften | Dameneinzel | Sara Blengsli Kværnø                            |
| 2009   | Norwegen: Einzelmeisterschaften | Mixed       | Hallstein Oma / Sara B. Kværnø                  |
| 2009   | Norwegen: Einzelmeisterschaften | Dameneinzel | Sara Blengsli Kværnø                            |
| 2010   | Norwegen: Einzelmeisterschaften | Dameneinzel | Sara Blengsli Kværnø                            |
| 2010   | Norwegen: Einzelmeisterschaften | Mixed       | Sara Blengsli Kværnø / Monica Halvorsen         |